# Maja Kokervhake
Maja Kokervhake (alb. Maja Kokervhake) – szczyt górski w Górach Północnoalbańskich (alb. Prokletije) na Półwyspie Bałkańskim. Położony jest w Parku Narodowym Thethit. Główny wierzchołek ma wysokości 2508 m n.p.m. Jest otoczone przez kilka szczytów. Między innymi Maja e Jezercës (2694 m n.p.m.), Maja Hekurave (2625 m n.p.m.), Maja Shnikut (2554 m n.p.m.), Maja Radohimës (2570 m n.p.m.), Maja e Malësores (2490 m n.p.m.),  Maja Bojs (2461 m n.p.m.).